# 梅佐斯
梅佐斯（法語：Mézos，法語發音：[mezɔs]）是法国朗德省的一个市镇，属于蒙德马桑区。

## 地名
该地名“Mézos”发音为[mezɔs]，末尾字母“s”发音，《世界地名翻译大辞典》与《世界地名译名词典》将其误译作“梅佐”。

## 地理
梅佐斯（44°4'34"N, 1°9'52"W）面积89.05 平方千米，位于法国新阿基坦大区朗德省，该省份为法国西南部沿海省份，是法國本土面积第二大的省，北起吉倫特省，西临大西洋，南至大西洋比利牛斯省，东临热尔省，东北与洛特-加龍省接壤。
与梅佐斯接壤的市镇（或旧市镇、城区）包括：比亚斯、埃斯库尔斯、莱斯珀龙、莱维尼亚克、米米藏、奥内斯-拉阿里、博恩地区圣于连、博恩地区圣保罗、于扎。
梅佐斯的时区为UTC+01:00、UTC+02:00（夏令时）。

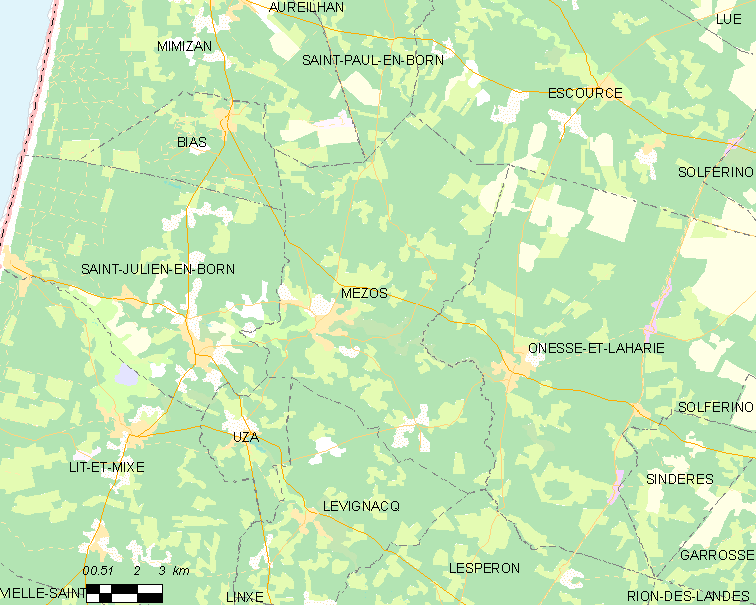
梅佐斯的OSM定位图

## 行政
梅佐斯的邮政编码为40170，INSEE市镇编码为40182。

## 政治
梅佐斯所属的省级选区为银色海岸县。

## 人口

1962-2008年间梅佐斯人口变化图示

梅佐斯于2022年1月1日时的人口数量为855人。